# Демократски савез Косова
Демократски савез Косова (алб. Lidhja Demokratike e Kosovës) је најстарија политичка странка у Републици Косово, као и једна од три највеће странке поред Демократске партије Косова и Самоопредељења.

## Контроверзе
Бивши вођа странке Иса Мустафа поднео је преко 70 случајева тужиоцу због наводне злоупотребе положаја док је био градоначелник Приштине. Сви ови предмети су одбачени од надлежних тужилаца јер бивши градоначелник није имао везе са поднетим случајевима. Бивши министар културе Астрит Харакија оптужен је за злоупотребу положаја током 2004—2007, као и за учешће у великој шеми за продају шенгенских виза са другим страначким званичником Укеом Руговом. Осумњичен за корупцију је и актуелни посланик Насер Османи због наводних прекршаја док је био у одбору Косовске агенције за приватизацију. Он се кандидовао и изборио место у Скупштини упркос оптужбама. Бивши председник општине Обилић Мехмет Краснићи је под истрагом због злоупотребе службеног положаја. Краснићи је проглашен невиним по оптужбама.
Бивши посланик ДСК Уке Ругова, син покојног председника Ибрахима Ругове, оптужен је за наводну умешаност у визну превару од стране Мисије Европске уније за владавину права на Косову. Косовско специјално тужилаштво подигло је оптужницу против Укеа Ругове и низа других особа повезаних са ДСК због наводне преваре у вези са италијанским визама. Полиција ЕУЛЕКС-а први пут га је ухапсила у фебруару 2014. када је био посланик Скупштине, а према оптужници, Уке Ругова је предводио криминалну групу која је фалсификовала путне исправе за косовске држављане.
У октобру 2020. Влада Авдухала Хотија је израдила план опоравка од пандемије ковида 19 који је пружио помоћ предузећима. На списку коју је сачинио министар финансија, рада и трансфера Хекуран Мурати, укупно 50 предузећа је имало користи од 60 милиона евра од пакета за опоравак који је израдила Влада Хотија. План опоравка је подстакао велике предузетнике уместо малих, Viva Fresh је добила преко 860 хиљада евра, Elkos Рамиза Кељмендија преко 675 хиљада евра, Proex преко 335 хиљада евра и Hib Petrol преко 307 хиљада евра. У плану опоравка нашло се и предузеће за обезбеђење Balkan International SHPK која је у власништву Бесника Берише, бившег саветника Исе Мустафе када је био премијер Косова, а оно је добило преко 100 хиљада евра.

## Списак председника
| #  | Председник     | Председник | Рођење—смрт | Почетак мандата    | Завршетак мандата | Време проведено на функцији |
| -- | -------------- | ---------- | ----------- | ------------------ | ----------------- | --------------------------- |
| 1. | Ибрахим Ругова |            | 1944—2006.  | 23. децембар 1989. | 21. јануар 2006.  | 16 година, 29 дана          |
| 2. | Фатмир Сејдију |            | 1951—       | 9. децембар 2006.  | 7. новембар 2010. | 3 године, 333 дана          |
| 3. | Иса Мустафа    |            | 1951—       | 7. новембар 2010.  | 14. март 2021.    | 10 година, 127 дана         |
| 4. | Љумир Абдиџику |            | 1983—       | 14. март 2021.     | данас             | 4 године, 71 дан            |

## Резултати на изборима
| Година | Гласови | % од важећих | Мандати  | Мандати за Албанце | Место | +/–        | Влада      | Вођа           |
| ------ | ------- | ------------ | -------- | ------------------ | ----- | ---------- | ---------- | -------------- |
| 1992.  | 574.755 | 76,44%       | 96 / 140 | 96 / 126           | 1.    | 96         | коалициона | Ибрахим Ругова |
| 2001.  | 359.851 | 45,7%        | 47 / 120 | 47 / 100           | 1.    | Пад        | коалициона | Ибрахим Ругова |
| 2004.  | 313.437 | 45,4%        | 47 / 120 | 47 / 100           | 1.    | Стагнација | коалициона | Ибрахим Ругова |
| 2007.  | 129.410 | 22,6%        | 25 / 120 | 25 / 100           | 2.    | 23         | коалициона | Фатмир Сејдију |
| 2010.  | 172.552 | 24,7%        | 27 / 120 | 27 / 100           | 2.    | 2          | опозициона | Иса Мустафа    |
| 2014.  | 184.596 | 25,2%        | 30 / 120 | 30 / 100           | 2.    | 3          | коалициона | Иса Мустафа    |
| 2017.  | 185.892 | 25,5%        | 23 / 120 | 23 / 100           | 3.    | 7          | опозициона | Иса Мустафа    |
| 2019.  | 206.516 | 24,5%        | 28 / 120 | 28 / 100           | 2.    | 5          | коалициона | Иса Мустафа    |
| 2021.  | 110.985 | 12,7%        | 15 / 120 | 15 / 100           | 3.    | 13         | опозициона | Иса Мустафа    |